# Chalkis (Syrien)
Koordinaten: 35° 59′ 55″ N, 36° 59′ 53″ O
Chalkis (Chalcis ad Belum; altgriechisch Χαλκίς) ist der altgriechische Name einer antiken Stadt im heutigen Nordsyrien. Seit frühislamischer Zeit trägt der Ort den Namen Quinnasrin (auch Qinnesrin, veraltete Umschrift Ḳinnesrîn, Bedeutung „Adlerhorst“), der aber nachweislich aus vorgriechischer Zeit stammt. Quinnasrin liegt 25 Kilometer südwestlich von Aleppo und wenige Kilometer östlich der Autobahn Richtung Homs. Der archäologische Fundplatz besteht (1.) aus einem 34 Meter hohen Tell im Süden namens Al-Hāḍir, (2.) einer nördlich an den Tell anschließenden Stadtanlage mit umgebender Wehrmauer und (3.) einem natürlichen Hügel namens Al-`Iss noch ein Stück weiter im Norden. Auf dem Hügel Al-`Iss im Norden befand sich sowohl in der Bronzezeit als auch nach einer langen Unterbrechung in der islamischen Periode eine starke Befestigungsanlage. Von diesen Phasen abgesehen, konzentrierte sich die Besiedlung aber meist auf den Tell Al-Hāḍir und seine Umgebung. Die zwischen den Erhebungen gelegene Stadtanlage stammt aus der römischen und der frühen byzantinischen Epoche.

## Geschichte
Laut dem griechischen Geschichtsschreiber Appian wurde Chalkis von dem hellenistischen Herrscher Seleukos Nikator „gegründet“. In Wirklichkeit dürfte der Ort aber schon vorher existiert haben. Darauf weist insbesondere der Name Quinnasrin hin, der vorgriechisch ist, „Adlernest“ bedeutet und später von den Arabern übernommen wurde. Die früheren Phasen des Ortes dürften überwiegend in den Erdschichten des Tells Al-Hāḍir verborgen liegen, auch wenn auf dessen Oberfläche nur wenige vorhellenistische Keramikscherben gefunden wurden. Allerdings wurden auf dem Hügel Al-`Iss die Spuren einer sehr kurzlebigen, aber relativ großflächigen (etwa 35 Hektar) und stark befestigten Siedlung aus der Übergangsphase von der frühen zur mittleren Bronzezeit nachgewiesen. Auf eine bedeutende Siedlungsphase während der anschließenden Eisenzeit wiederum weist eine Inschrift des assyrischen Königs Tukulti-apil-Ešarra III. aus dem 8. Jahrhundert v. Chr. hin, in deren Text der Herrscher die von ihm eroberten Orte auflistet, darunter auch eine Stadt namens „Qinasrina“, die offensichtlich mit dem späteren Quinnasrin identisch ist. Von dieser Siedlungsphase wurden allerdings keinerlei archäologische Spuren gefunden.
Aus der hellenistischen Zeit sind nur spärliche archäologische Informationen bekannt. Allerdings ist anzunehmen, dass der Tell in dieser Phase erstmalig durch eine Befestigungsmauer gesichert wurde, die in römischer Zeit erneuert wurde. Der Ort war zur Zeit Jesu Mittelpunkt eines Fürstentums. Von 44 bis 48 n. Chr. wurde es als Königreich von Herodes von Chalkis regiert, der mit der berühmten Berenike, der späteren Geliebten des römischen Kaisers Titus, verheiratet war. Sein Nachfolger war der Bruder der Berenike, Herodes Agrippa II. Aus der Stadt und ihrer Umgebung wurden in der römischen Kaiserzeit mehrere Auxiliareinheiten ausgehoben, die Cohors I Chalcidenorum, die Cohors II Chalcidenorum und die Cohors I Flavia Chalcidenorum.
Seit dem späten 2. Jahrhundert gehörte Chalkis zur römischen Provinz Syria Coele. Um 240 n. Chr. wurde in Chalkis der neuplatonische Philosoph Iamblichos von Chalkis geboren. Spätestens im Laufe der römischen Zeit scheint sich die Besiedlung über größere Areale zwischen dem Tell Al-Hāḍir und dem Hügel Al-`Iss erstreckt zu haben, da vermutlich im 3. Jahrhundert eine Stadtmauer angelegt wurde, die ein umfangreiches Areal in diesem Bereich einschloss. In den 250er Jahren wurde der Ort durch den sassanidischen König Schapur I. erobert und findet sich daher in dessen dreisprachigem Tatenbericht, den sogenannten Res Gestae Divi Saporis. In der griechischen Version des Textes trägt der Ort den Namen Chalkis, in der parthischen den Namen Qinnasrin – auf diese Weise ließ sich beweisen, dass diese beiden Namen den gleichen Ort meinen. Die Christianisierung der Stadt im Laufe des 4. Jahrhunderts lässt sich unter anderem anhand zahlreicher christlicher Grabanlagen im Umfeld nachvollziehen. Auf dem Tell entstand ein großes zentrales Kirchengebäude. Auf das untergegangene spätantike Bistum in Chalkis bezieht sich der Name des heutigen Titularerzbistums Chalcis in Syria (Erzdiözese Chalcidensis, Calcide di Siria) der katholischen Kirche.
In der Spätantike wurde Chalkis in die Römisch-Persischen Kriege verwickelt; unter anderem diente es als Durchgangsort für die von Belisar befehligten Truppen Justinians I. bei einem Feldzug gegen das persische Sassanidenreich. Der sassanidische Großkönig Chosrau I. bedrohte die Stadt mit Plünderung. Ebenfalls unter Justinian wurde die Stadt im Jahr 550/551 mit einer neuen Stadtmauer umgeben, die jedoch ein geringeres Gebiet (etwa 78 Hektar) umfasste als die aus römischer Zeit
Im Jahr 629 wurde es schließlich mit Beginn der Islamischen Expansion von den Arabern unter Abu ʿUbeida erobert. Zunächst behielt Chalkis – von jetzt an wieder Quinnasrin genannt – seine zentrale Stellung und wichtige Funktion unter anderem als Hauptstadt der Umayyaden in Nordsyrien und wichtiger Militärstützpunkt. In der Folgezeit verlor die Stadt aber zunehmend an Einfluss gegenüber dem nahegelegenen Aleppo. In den Kriegen zwischen Byzantinern und den arabischen Reichen des Nahen Ostens (Fatimiden- und Abbasiden-Kalifat) in der zweiten Hälfte des 10. Jahrhunderts scheint Quinnasrin entvölkert worden zu sein.
Severus Sebokht, der im Kloster von Kennesrin Mitte des 7. Jahrhunderts lebte, ist der erste „westliche“ Gelehrte, von dem bekannt ist, dass er die Indischen Zahlen lehrte.

## Berühmte Bürger
- König Herodes von Chalkis
- Königin Berenike
- König Herodes Agrippa II.
- Iamblichos von Chalkis
- Hieronymus (von 375 bis 378)
- Rabbula von Edessa